# Programme Tiangong
Le programme Tiangong (chinois : 天宫 ; pinyin : Tiāngōng ; litt. « Palais céleste »)  est un programme spatial de développement de stations spatiales par l'agence spatiale chinoise CNSA. Ce programme, purement chinois, a débuté en 1992 sous le nom de projet 921-2. À partir de 2013, la Chine lance un vaste programme de construction multi phases qui débouche en 2022 sur une grande station spatiale modulaire comparable à Mir.
La Chine lance son premier laboratoire spatial, Tiangong 1, le 29 septembre 2011, grâce à une Longue Marche 2F/T. Après Tiangong-1, un laboratoire spatial plus perfectionné équipé d'un cargo, baptisé Tiangong 2, est lancé le 15 septembre 2016. Après ces deux prototypes, le projet se termine le 1er novembre 2022 par l'assemblage final de la station spatiale chinoise, qui comprend le module central de 20 tonnes Tianhe, deux modules de recherche plus petits et un engin cargo de transport de marchandises. La station spatiale qui porte désormais le nom de Tiangong peut accueillir trois taïkonautes.

## Chronologie
| Date              | Mission     | Objectif         | Lanceur          | Statut     | Remarques                                                                                            |
| Tiangong-1        | Tiangong-1  | Tiangong-1       | Tiangong-1       | Tiangong-1 | Tiangong-1                                                                                           |
| ----------------- | ----------- | ---------------- | ---------------- | ---------- | --- |
| 29 septembre 2011 |             | Mise en orbite   | Longue Marche 2F | Succès     | |
| 2 avril 2018      |             | Désorbitage      | -                | Échec      | Perte de contrôle probablement à partir de mai 2016 puis chute non contrôlée dans l'Océan Pacifique. |
| Tiangong-2        |             |                  |                  |            | |
| 15 septembre 2016 |             | Mise en orbite   | Longue Marche 2F | Succès     | |
| 16 octobre 2016   | Shenzhou 11 | Premier équipage | Longue Marche 2F | Succès     | L'équipage occupe durant quelques semaines (32 jours de mission) la station spatiale.                |
| 19 juillet 2019   |             | Désorbitage      | -                | Succès     | Désintégration dans l'Océan Pacifique.                                                               |
| Tiangong-3        |             |                  |                  |            | |
| Annulée           |             |                  |                  |            | |